# 吴鲁衡涵记老店
吴鲁衡涵记老店位于中国安徽省黄山市休宁县万安镇，该店是中国现存唯一的以传统技艺手工制作罗盘的主产地，曾获巴拿马万国博览会金奖，又列入第一批国家级非物质文化遗产名录。罗盘是徽州人堪舆业的主要器具。吴鲁衡涵记老店已列为黄山市文物保护单位